# 曹性
曹性（？—？），中国东汉末年军事人物，为呂布部下。

## 生平
曹性原是吕布部下郝萌的部将，建安元年（196年），郝萌反叛呂布，被吕布部将高顺击败。曹性率兵追击郝萌，斬郝萌一臂，但自己同樣受傷，高順上前斬殺郝萌，救了曹性。平叛之后，曹性向呂布告稱郝萌乃是在袁術的引誘下謀反，且陳宮與其同謀，自己曾屢次勸阻郝萌，但是其終究不聽。吕布因为陈宫身份重要，未与追究。曹性因平叛有功，被呂布稱讚「你是健兒啊！」，將原属郝萌的兵權委託給曹性。此後，曹性在史書中再未有出現。

## 艺术形象

### 《三国演义》中的形象
《三國演義》上曹性為呂布「八健將」之一。於呂布跟曹操大戰中，伏兵射瞎夏侯惇，其後夏侯惇說畢「父母精血不可棄」後，將左眼吞下挺槍縱馬，直取曹性。性不及提防，早被一槍搠透面門，死於馬下。兩邊軍士見者，無不駭然。

### 動漫
- 漫畫《火鳳燎原》（陳某）、外傳小說《小孟》（王貽興）:設定於曹呂徐州之戰時登場並失去一目，曾為宮中禁衞軍箭術導師，小孟之箭術恩師，因宮中宦官內鬥而入天牢後被救出，在呂布攻打小沛時曾射殺馬俑及射傷燎原火，在和曹軍交手時曾師徒聯手使夏侯惇失去一目，後被夏侯惇殺害。